# 伊東説
伊東 説（いとう せつ、1891年（明治24年）12月17日 - 1979年（昭和54年）9月22日）は、大日本帝国陸軍軍人。最終階級は陸軍少将。

## 経歴
1891年（明治24年）に新潟県で生まれた。陸軍士官学校第25期卒業。1937年（昭和12年）12月に騎兵第11連隊長（上海派遣軍・第11師団）に就任し、日中戦争に出動。1939年（昭和14年）8月に陸軍騎兵大佐に進級し、1940年（昭和15年）8月に軍馬補充部川上支部長に転じ、1940年（昭和16年）3月に軍馬補充部三本木支部長に就任した。その後中央馬廠三本木支廠長を兼ね、1943年（昭和18年）6月10日に軍馬補充部白河支部長・中央馬廠白河支廠長に就任し、1944年（昭和19年）8月23日に中央馬廠白河支廠長となった。
同年12月23日に中央馬廠附となり、1945年（昭和20年）6月1日に独立混成第119旅団長（第1総軍・第13方面軍・第54軍）に就任し、6月10日に陸軍少将に進級した。静岡県浜岡で本土決戦に備える中で終戦を迎えた。
1947年（昭和22年）11月28日、公職追放仮指定を受けた。